# Neoplan Skyliner
Neoplan Skyliner — двухэтажные автобусы, выпускаемой компанией Neoplan с 1967 года. Это трёхосные лайнеры для перевозки большого количества пассажиров, имеющие очень высокий комфорт перевозки.

## Описание

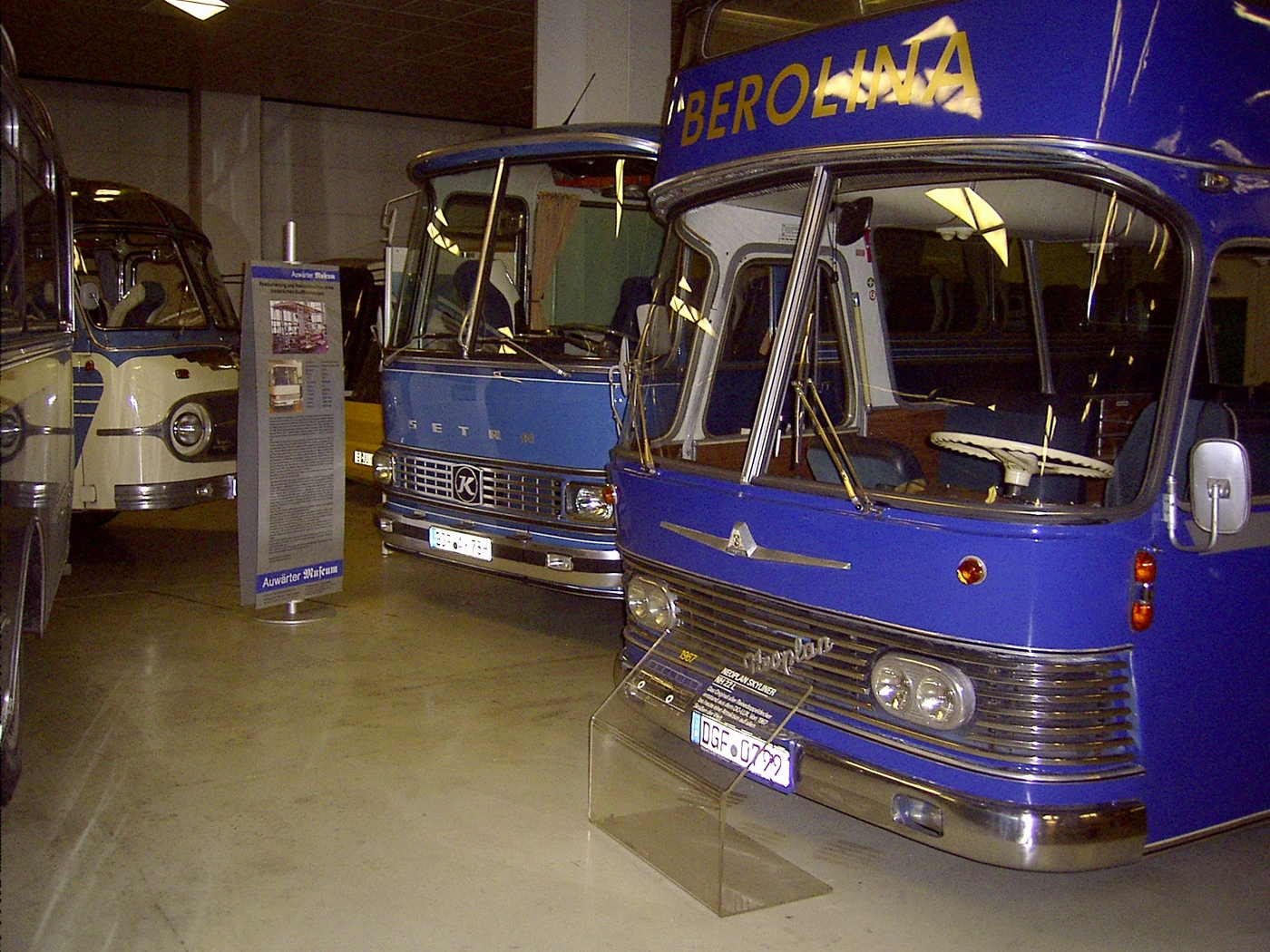
Neoplan Do-Lux 1965 г.

В 1964 году второй сын основателя компании Neoplan, Конрад Аувертер, разработал дизайн двухэтажного автобуса как часть своей диссертации. «Do-Bus», так назывался автобус, имел небольшой вес и мог вместить более 100 пассажиров. Но поскольку основной специализацией Neoplan было прежде всего конструирование и производство межгородских и туристических автобусов, дизайн был адаптирован для сектора туризма. Так, в 1965 году увидела свет модель Do-Lux — роскошный экскурсионный двухэтажный автобус. Данная модель сформировала корпоративный дизайн, с помощью которого продукцию Neoplan начали отличать от конкурентов, и создала интерес к своей продукции по всей Европе.
В 1967 году на 8-й интернациональной автобусной неделе, которая проходила в Ницце, Neoplan представил двухэтажный автобус Neoplan Skyliner первого поколения, который и занял первое место на выставке. Это был двухэтажный 13-метровый двухосный автобус, рассчитанный примерно на 100 пассажиров. Впоследствии вышла модификация этого же автобуса с тремя осями.

## Модельный ряд
Автобусы Neoplan Skyliner выпускаются с 1967 года. За это время были выпущены такие модели Skyliner:
- Neoplan Skyliner–1967 (Neoplan N122) — первая модель Skyliner в выпуске 1967—1987, один из первых двухэтажных туристических лайнеров.
- Neoplan Skyliner–1987 — трёхосный двухэтажный лайнер Neoplan. Годы выпуска 1987—1993.
- Neoplan Skyliner–1993 — трёхосный двухэтажный лайнер Neoplan, года выпуска 1993—2000. Выглядит снаружи   как Neoplan Spaceliner версии 1990-х годов.
- Neoplan Skyliner-2001 — трёхосный двухэтажный лайнер Neoplan, выпускаемый с 2001 года.
- Neoplan Skyliner–2012 — трёхосный двухэтажный лайнер Neoplan, который планируется выпускать с 2012 года.

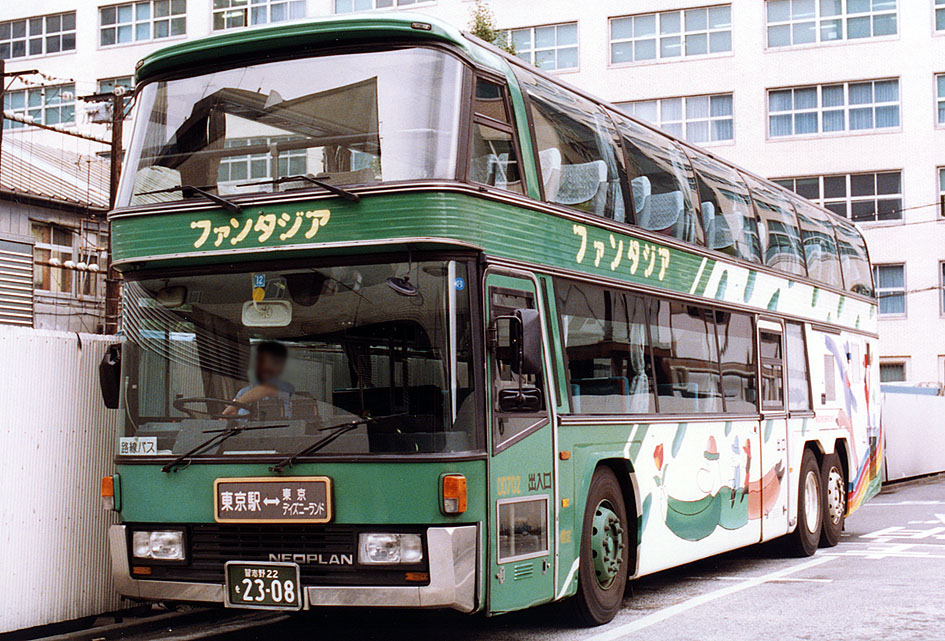
Neoplan Skyliner (1980-1983)
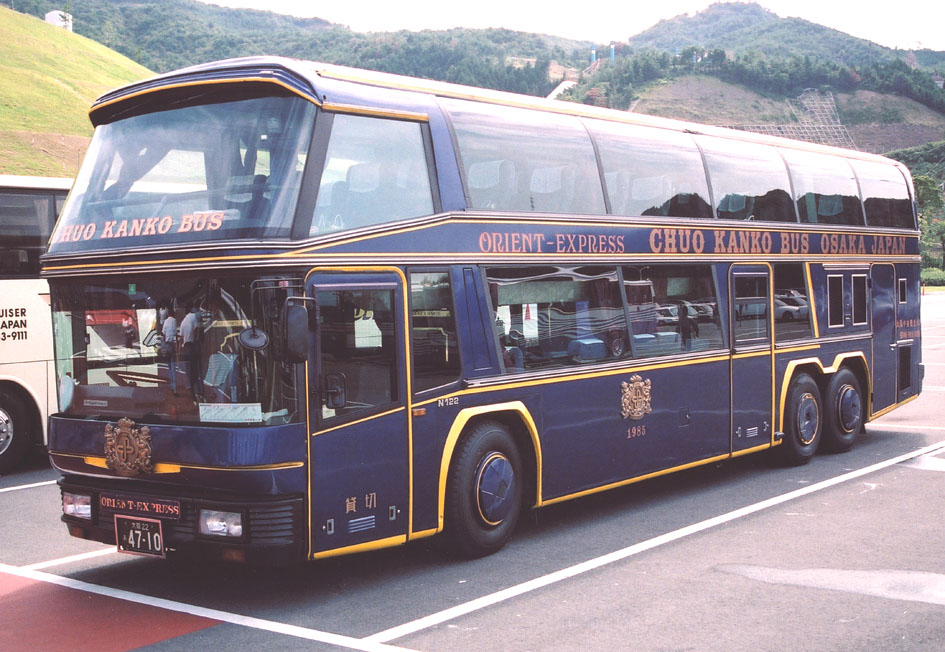
Neoplan Skyliner (1983-1987)
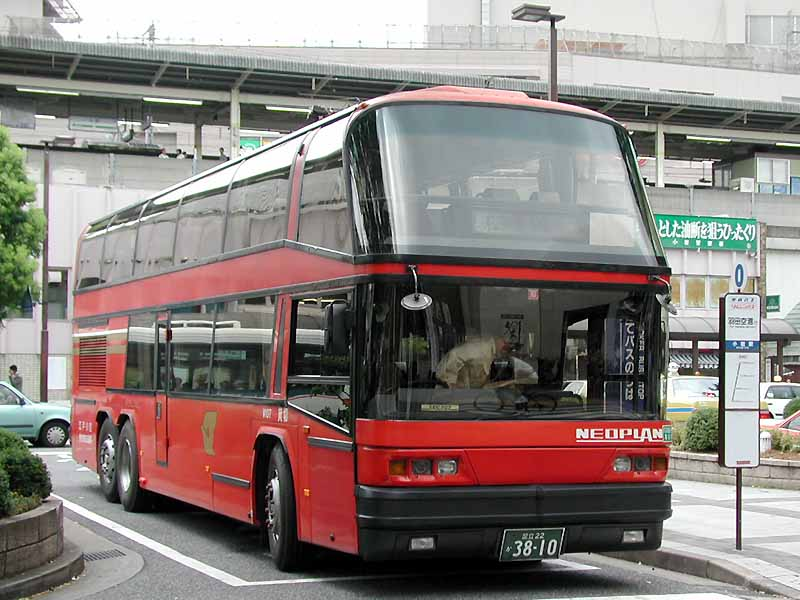
Neoplan Skyliner (1987-1993)
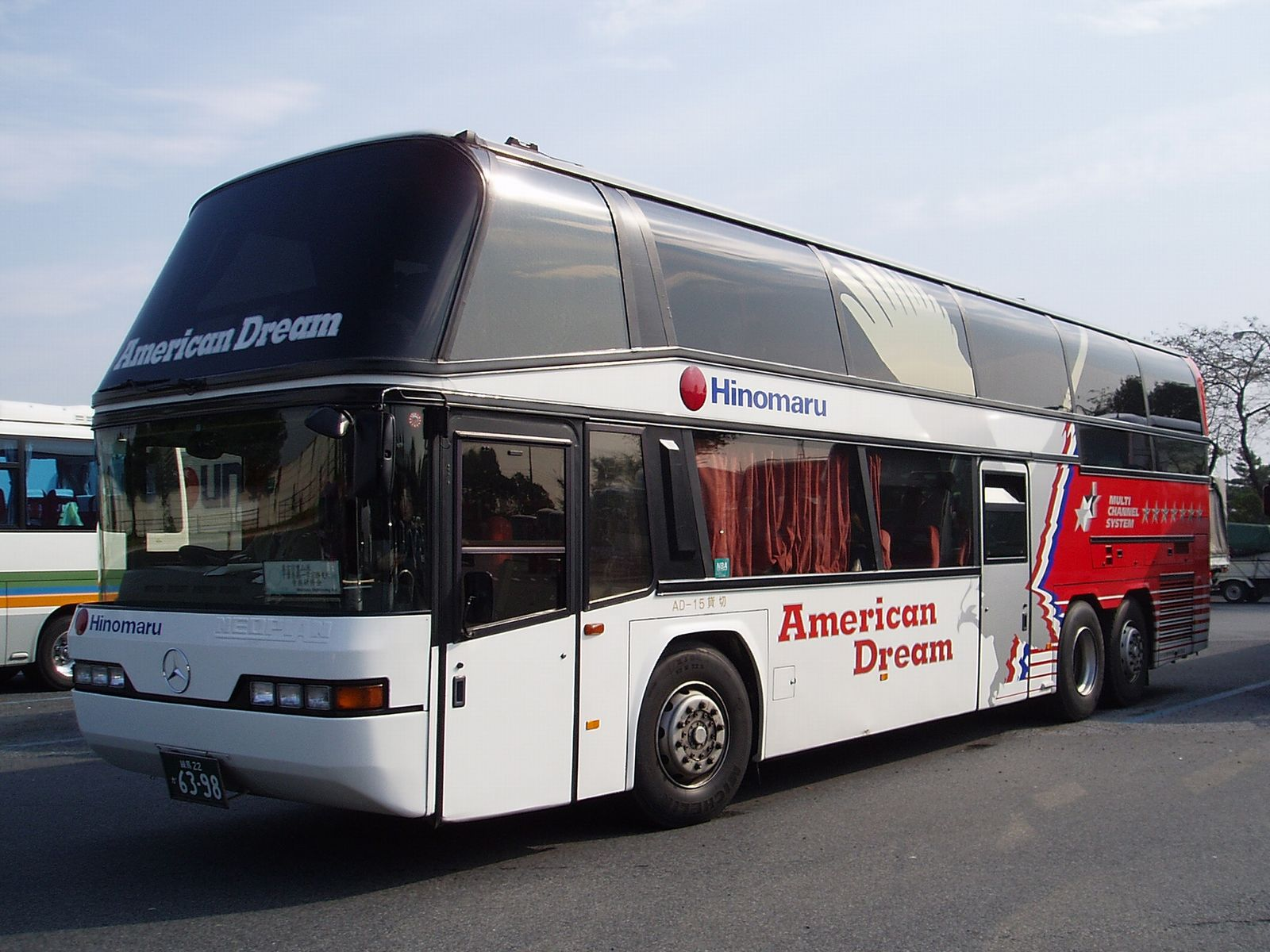
Neoplan Skyliner (1993-2000)
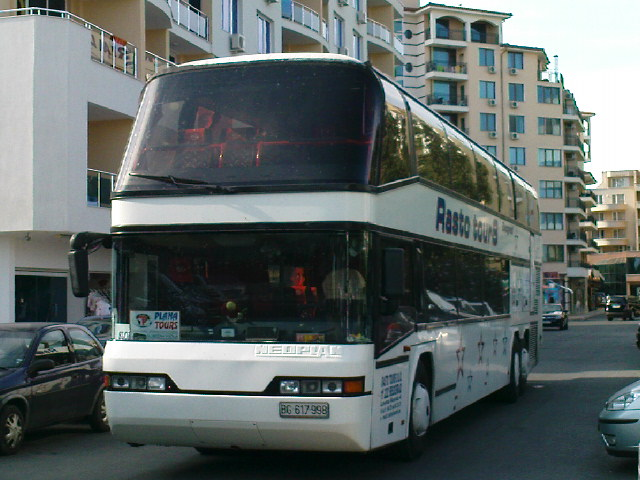
Neoplan Spaceliner
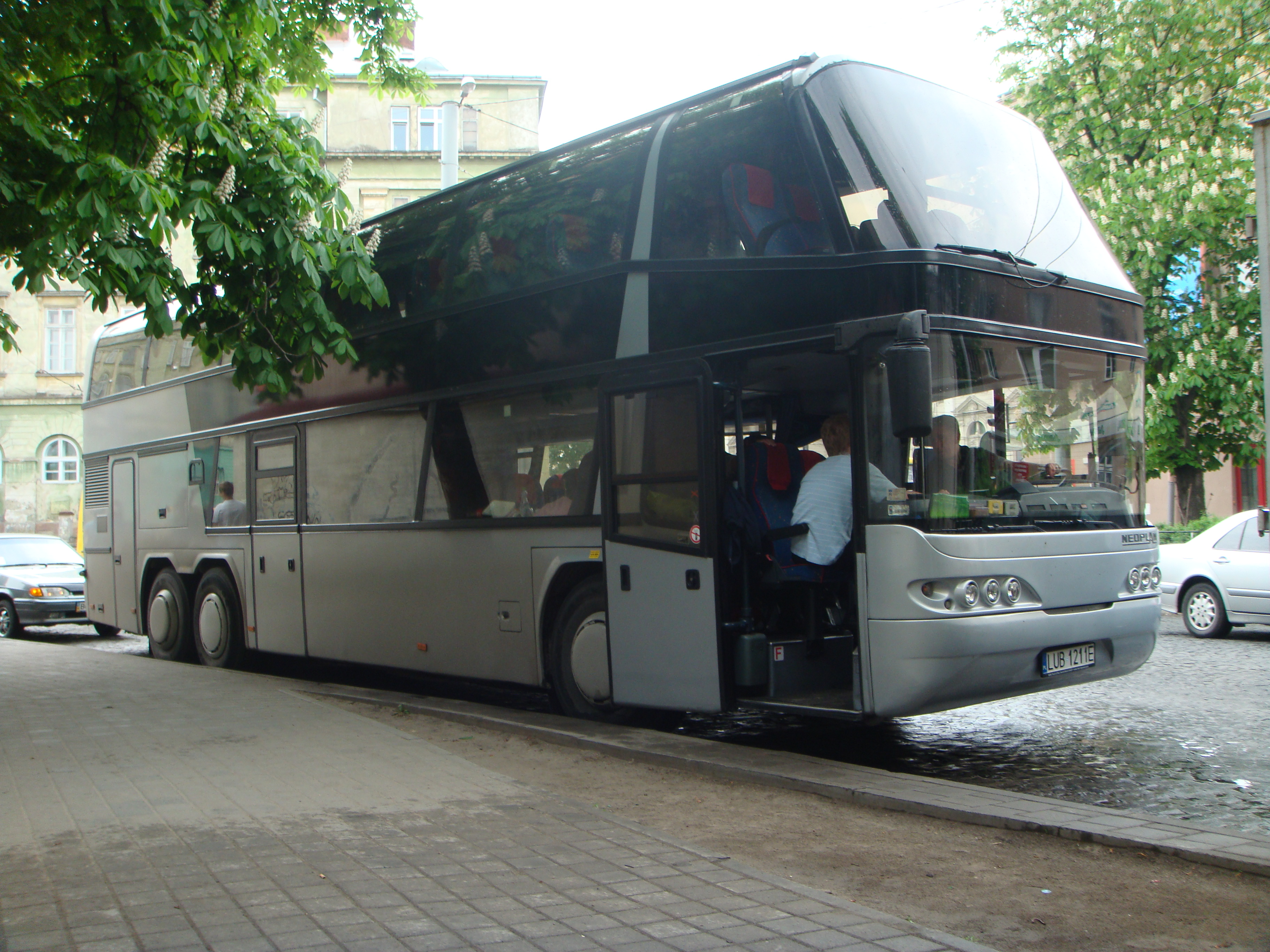
Neoplan Skyliner (2001-2010)